# Licuala petiolulata
Licuala petiolulata är en enhjärtbladig växtart som beskrevs av Odoardo Beccari. Licuala petiolulata ingår i släktet Licuala och familjen Arecaceae. Inga underarter finns listade i Catalogue of Life.